# Roman Szeliga

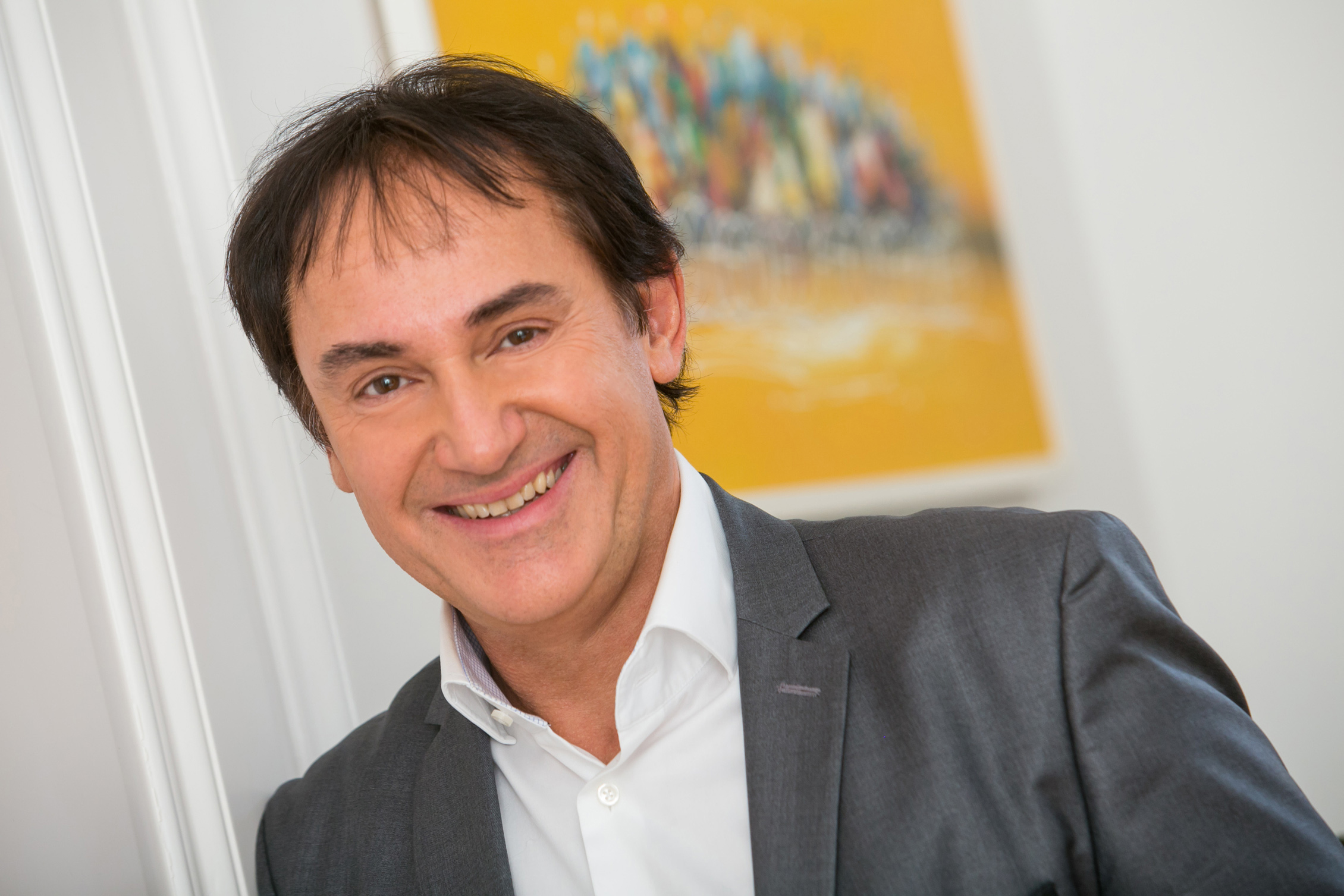
Roman F. Szeliga, 2015

Roman Felix Szeliga (* 1. Februar 1962 in Wien) ist Arzt, Moderator, Seminarleiter, Autor, Keynote Speaker zum Thema Humor und Amateur-Zauberkünstler. Er hält seine Vorträge hauptsächlich in Österreich, daneben auch in Deutschland und in der Schweiz.

## Leben und Wirken

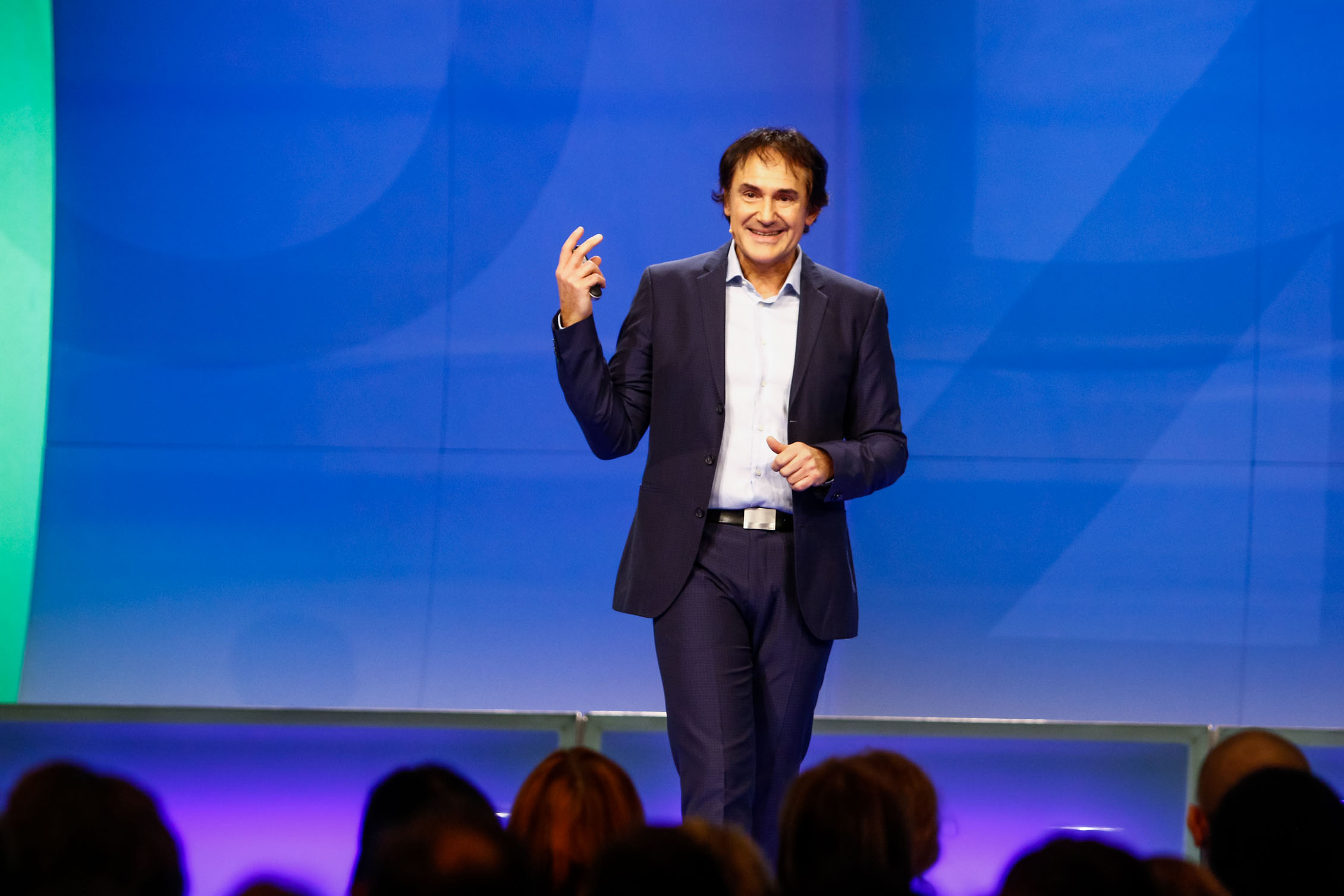
Roman F. Szeliga spricht vor Publikum

Nach seiner Ausbildung zum Facharzt für Innere Medizin mit Schwerpunkt Gastroenterologie und Diabetologie war Roman Szeliga Health Care Director bei Johnson & Johnson Medical Austria. In seinen Vorträgen als Keynote Speaker spricht er über die Wirkung und das Potential von Humor im wirtschaftlichen Kontext. Er betont häufig, dass humorvolle Menschen leistungsfähiger, flexibler, kontaktfreudiger, kreativer, erfolgreicher und gesünder seien.
Szeliga führt Präsentations- und Kommunikationstrainings mit Menschen durch, die in der Öffentlichkeit stehen und gilt als einer der Initiatoren von Keep Smiling in Your School. In diesem Projekt vermittelt er seit 2014, zum Teil gemeinsam mit anderen Vortragenden, wie wichtig Kommunikation, Wertschätzung und Humor gerade für die junge Generation seien. Die Premiere fand vor rund 800 Schülern im Oktober 2014 im Stadtsaal Hollabrunn statt.
Gemeinsam mit Kathy Tanner bildete er das erste CliniClowns-Paar in Österreich. Gemeinsam mit Alex Kristan gestaltete Roman F. Szeliga das Kabarettprogramm „Ärztlich Willkommen!“, das unter der Regie von Nadja Maleh 2010 Premiere hatte.
In den Jahren 2008 bis 2013 gehörte Roman Szeliga zum Redaktionsteam des Organs Aladin, das von dem Zauberverein Magischer Ring Austria herausgegeben wird.

## Auszeichnungen
- Das Magazin TRAiNiNG zeichnete Szeliga mit dem Award „Top Speaker of the Year 2013“ aus.[13]
- Roman Szeliga ist Preisträger des Launeus Award 2016.[14]

## Publikationen
- Aller Unfug ist schwer! Profitipps & Tricks für kreative, humorvolle Moderationen. Wien 2009.
- Erst der Spaß, dann das Vergnügen – Mit einem Lachen zum Erfolg. 3. Auflage, Kösel-Verlag, München 2011. ISBN 978-3-4663-0931-3.
- (zusammen mit Sigrid Tschiedl): KommUNIKATion: Persönlichkeit wirkt einzigartig. Verlagshaus der Ärzte, Wien 2011. ISBN 978-3-9905-2000-0.
- Frustschutzmittel – Wie Sie es schaffen, alles halb so schlimm oder doppelt so gut zu finden. 3. Auflage, Midas, Zürich 2015. ISBN 978-3-9071-0067-7.[15]
- Hirn mit Herz hat Hand und Fuss, Amalthea Signum Verlag, Wien 2020. ISBN 978-3-99050-169-6